# Канадейский уезд
Канадейский уезд — административно-территориальная единица в Российской империи, существовавшая в 1780—1796 годах. Уездный город — Канадей.

## Географическое положение
Канадейский уезд граничит к северу с Карсунским и Тагайским; к востоку с Сенгилеевским и Сызранским; к полудню — Саратовского наместничества с Хвалынским и Кузнецким; к западу Пензенского наместничества Городищенским и Саранским уездами. В длину от севера к югу до 80, а в ширину от востока к западу до 70 верст.

## История

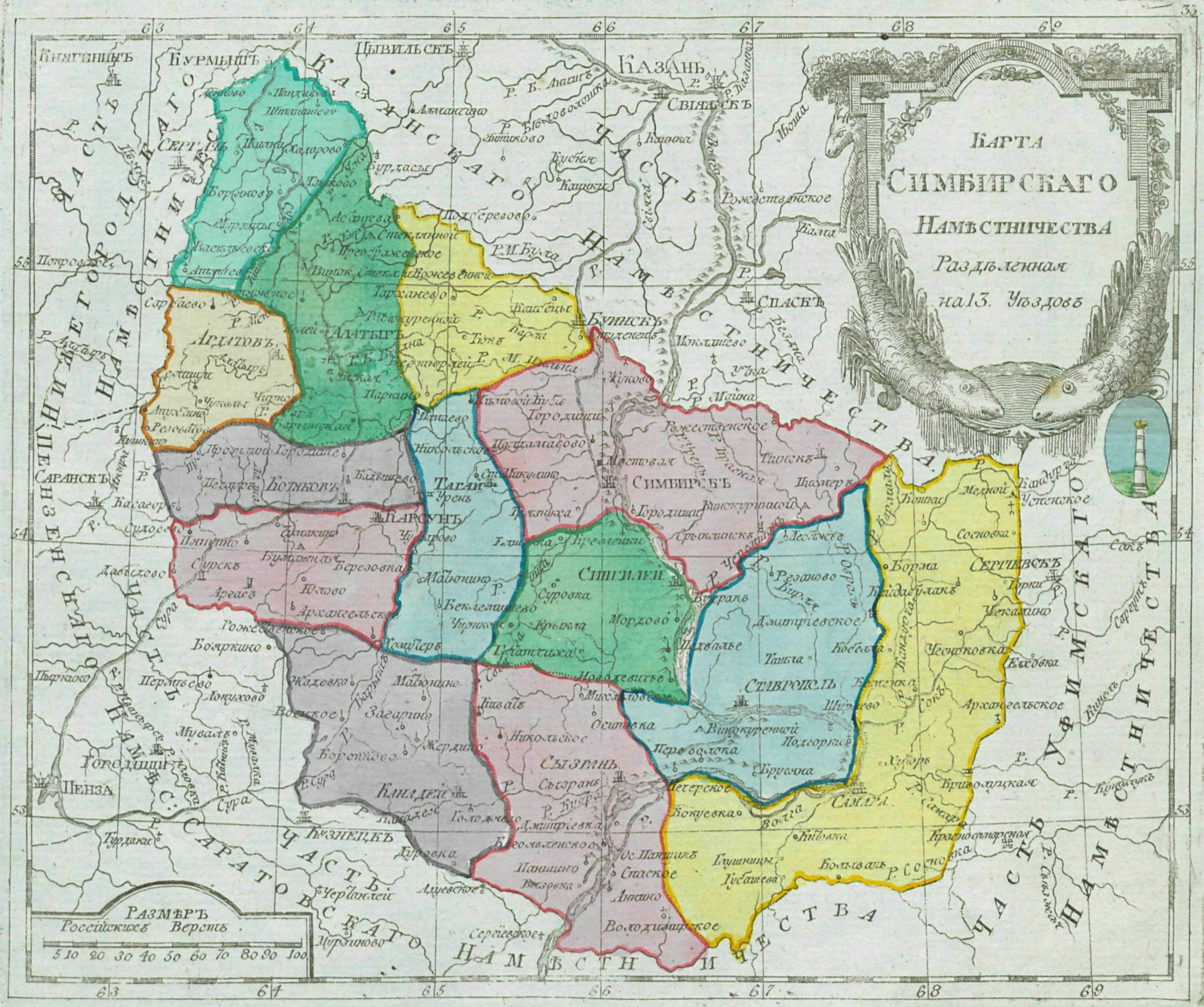
Симбирское наместничество

Уезд образован в 1780 году в составе Симбирского наместничества, в результате реформы Екатерины Великой, из части территорий Синбирского, Саранского и Пензенского уездов.
В 1796 году упразднён, а территория вошла в состав Сызранского и Карсунского уездов Симбирской губернии.

## Население
В 1780 году в 100 населённых пунктов вошедшие в уезд ревизских душ составило 21 555 человек.
В 1785 году «число селений вообще 101, в том числе сел 54, деревень 47, в них домов помещичьих 114, крестьянских и церковнических 6481. В уезде состоит в написании по 4-й ревизии мужеска 25 627, женска 27 662 душ».

## Административное деление
Деление на станы и волости не было.

## Уездные предводители дворянства
- Анненков Александр Иванович, секунд-майор, 1782—1784
- Куроедов Фёдор Тимофеевич, подпоручик, 1785—1786
- Нечаев Иван Иванович, статский советник, 1788
- Зимнинский Афанасий Иванович, коллежский асессор, 1789
- Рокотов Григорий Алексеевич, прапорщик, 1790—1792
- Ушаков Андрей михайлович, коллежский асессор, 1793—1795
- Ниротморцев Дмитрий Иванович, полковник, 1796[3]